# Idrissia
Idrissia è un genere di pesci ossei estinto, appartenente agli stomiiformi. Visse tra il Cretaceo inferiore e l'Oligocene inferiore (circa 110 - 30 milioni di anni fa) e i suoi resti fossili sono stati ritrovati in Africa, Europa e Asia.

## Descrizione
Questo pesce possedeva un corpo slanciato e sottile che si assottigliava posteriormente, ed era di piccole dimensioni; solitamente non raggiungeva i 10 centimetri di lunghezza. La testa era grande, dotata di grandi occhi e di un muso leggermente appuntito; la bocca era ampia. La pinna dorsale era posizionata all'incirca a metà del corpo, pressoché opposta alle pinne pelviche. Le pinne pettorali erano piccole, mentre la pinna caudale era profondamente biforcuta.

## Classificazione
Idrissia è considerato un rappresentante degli stomiiformi, un gruppo di pesci attualmente rappresentati da numerose forme abissali; in particolare, Idrissia è stato attribuito con qualche incertezza alla famiglia Gonostomatidae, i cui membri attuali (ad esempio Gonostoma e Cyclothone) possiedono però occhi molto piccoli. 
Idrissia venne descritto per la prima volta da Camille Arambourg nel 1954, sulla base di resti fossili ritrovati nella zona di Jebel Tselfat in Marocco; la specie tipo è Idrissia jubae, risalente alla fine del Cretaceo inferiore. Altre specie attribuite a questo genere sono state ritrovate in terreni molto più recenti: I. turkmenica (Paleocene del Turkmenistan) e I. carpiromanica (Oligocene inferiore della Romania).

## Paleoecologia
Probabilmente idrissia era un piccolo predatore che viveva nei pressi dei fondali marini.